# Julius Buckler
Julius Buckler (Mainz-Mombach, 1893. március 28. – Bonn, 1960. május 23.) német vadászpilóta az első világháborúban, aki összesen 36 légi győzelmet ért el (29 ellenséges repülőgépet és 7 megfigyelőballont lőtt le).

## Korai pályafutása
Julius Buckler 1893. március 28-án született Mainz Mombach kerületében. Apja vendéglős volt, ő pedig tetőfedőnek tanult. 15 évesen beállt dolgozni a híres repülőgéptervezőhöz, Anthony Fokkerhez. 1913-ban csatlakozott a 117. gyalogezredhez ("Großherzogin" 3. hesseni nagyhercegi ezredhez). A világháború kitörését követően 1914 szeptemberében a nyugati fronton megsebesült, felépülése után pedig kérelmezte áthelyezését a légierőhöz.
Kiképzését a 6. tartalékos repülőezrednél (Flieger-Ersatz-Abteilung 6, FEA 6) kapta. 1915 nyarán Verdunnél végzett tüzérségi tűzirányzói feladatokat mint megfigyelő, majd elvégezte a pilótatanfolyamot is. 1916 novemberében áthelyezték az akkor létrehozott 17. vadászszázadhoz (Jagdstaffel 17, Jasta 17), amely Albatros D.II repülőgépekkel volt felszerelve.

## Légi győzelmei, sebesülései
Első légi győzelmét 1916. december 17-én érte el egy francia Caudron ellen Bras közelében.
1917. július 17-én már 11 lelőtt ellenséges légi járműnél tartott, amikor megsebesült. Felépülése után augusztus 9-én már ismét kilőtt egy Sopwith Camel vadászgépet, két nappal később egy RE 8 felderítőt; ám másnap ismét eltalálták légiharc közben. Miután megint harcképes lett, szeptember 29-én egy DH.5 lelövésével megszerezte 14. győzelmét.
Buckler 1917. november 12-én megkapta az Arany Hadi Érdemkeresztet, 18-án pedig előléptették hadnaggyá. November 30-án negyedik alkalommal is megsebesült; ezúttal karjait és mellkasát érte golyó, majd lezuhanáskor mindkét karja eltörött. Órákig feküdt repülőgépe roncsai alatt, míg a gyalogság elérte lezuhanásának színhelyét és kimentette. Hónapokig lábadozott, eközben 1917. december 4-én kitüntették a Pour le Mérite-tel.
Felépülése után visszatért a Jasta 17-hez, ahol ekkor két repülőgép állt csakis az ő rendelkezésére; ezeket Mopsnak és Lillynek becézte. 1918. április 16-án egy Bréguet 14 képében elérte 31. légi győzelmét, majd még egy repülőgép és egy ballon kilövése után május 6-án újból sebesülés érte, ezúttal a bal bokáján. Következő sikerét csak öt hónappal később, október 5-én érte el, majd a háború végéig még két igazolt és egy igazolatlan győzelmet aratott.

## A háború után
Buckler 1939-ben megírta emlékiratait Malaula! Der Kampfruf meiner Staffel (Malaula! Az egységem csatakiáltása) címmel. A második világháborúban 1942 és 1945 áprilisa között a strausbergi repülőtér parancsnoka volt. A világháború után 1956-ban részt vett a Német Repülőklub által szervezett, Németország körberepülését megcélzó versenyen.
Julius Buckler 1960. május 23-án halt meg Bonnban. 

## Kitüntetései
- Vaskereszt (1914) I. és II. osztály
- Pour le Mérite 1917. december 4.
- Vas Hadiérdemrend (Hessen)
- Szolgálati kereszt I. osztály
- Arany Sebesülési Érem (1918)
- Arany Hadi Érdemkereszt

## Fordítás
- Ez a szócikk részben vagy egészben  a   Julius Buckler című angol Wikipédia-szócikk ezen változatának fordításán alapul.  Az eredeti cikk szerkesztőit annak laptörténete sorolja fel. Ez a jelzés csupán a megfogalmazás eredetét és a szerzői jogokat jelzi, nem szolgál a cikkben szereplő információk forrásmegjelöléseként.
- Ez a szócikk részben vagy egészben  a   Julius Buckler című német Wikipédia-szócikk ezen változatának fordításán alapul.  Az eredeti cikk szerkesztőit annak laptörténete sorolja fel. Ez a jelzés csupán a megfogalmazás eredetét és a szerzői jogokat jelzi, nem szolgál a cikkben szereplő információk forrásmegjelöléseként.